# Blocchi nazionali
I blocchi nazionali furono l'unione di liste elettorali di destra realizzate su proposta di Giovanni Giolitti in occasione delle elezioni politiche italiane del 1921.
Comprendevano i liberali (sia quelli che riconducubili a Giovanni Giolitti, sia i conservatori), l'Associazione Nazionalista Italiana di Enrico Corradini, i Fasci italiani di combattimento di Benito Mussolini e altre forze di destra, i democratici e occasionalmente alcuni esponenti popolari a livello locale. 
L'alleanza si riproponeva di coalizzare le forze ritenute "costituzionali" e i fascisti contro l'ascesa dei partiti di massa (popolari, socialisti e comunisti).

## Storia

### Le associazioni antibolsceviche
In seguito alla prima guerra mondiale, i ceti medi laici si organizzarono in numerose associazioni cittadine a vocazione anticlericale e antisocialista, politicamente vicine alla tradizione liberale e antagoniste del Partito Popolare italiano (PPI) e del Partito Socialista Italiano (PSI). 
Esse includevano esponenti delle varie formazioni politiche "costituzionali": radicali, liberali, socialisti riformisti, nonché elementi legati alla massoneria e al movimento fascista di Benito Mussolini. Con il moltiplicarsi degli scioperi del "biennio rosso" queste associazioni si organizzarono per garantire la continuità dei servizi e per mantenere l'ordine pubblico durante le manifestazioni di braccianti e operai, accusando lo Stato liberale di non essere all'altezza della situazione.
Vicini alle istanze reazionarie delle associazioni antibolsceviche, i Fasci italiani di combattimento al loro secondo congresso abbandonarono le posizioni rivoluzionarie del programma di San Sepolcro avvicinandosi progressivamente ai partiti "costituzionali" e al contempo distanziandosi significativamente da futuristi e legionari dannunziani. Questo radicale mutamento di posizione da parte dei fascisti si concretizzò il nelle parole di sostegno da parte di Mussolini al quinto governo Giolitti, insediatosi il 15 luglio 1920 dopo la crisi politica del secondo governo Nitti.
Alle elezioni amministrative del 1920, liberali, democratici, nazionalisti e fascisti si presentarono uniti in diverse liste genericamente identificate come blocchi nazionali, patriottici e antibolscevichi. I blocchi ottennero complessivamente il 56% dei voti conquistando comuni rilevanti come Roma, Napoli, Firenze Genova e Venezia, mentre l'amministrazione delle città maggiori dell'Italia settentrionale rimase a guida socialista. La vittoria dei blocchi fu esaltata anche da Mussolini, che la rivendicò su Il Popolo d'Italia.

### Le elezioni del 1921
Con l'inizio della violenta offensiva squadrista alle organizzazioni socialiste e il rapido aumento di consensi verso il fascismo, Giolitti decise lo scioglimento anticipato della Camera andando dunque a elezioni anticipate. Alle elezioni politiche del 1921 egli propose la formula dei blocchi nazionali, che ottennero il 19,1% dei voti alle politiche e un totale di 105 deputati.

### L'affermazione del fascismo
Parte degli eletti dei blocchi nazionali sostenne il governo Mussolini, che si insediò il 31 ottobre 1922, dopo la Marcia su Roma, e che fino al 1924 prevedeva anche esponenti non fascisti.
I blocchi nazionali vennero riproposti anche alle elezioni amministrative del 1923.
Nelle politiche del 1924 questa coalizione, con l'inserimento di alcuni liberali e senza i conservatori e i giolittiani, si ripropose nella nuova Lista Nazionale, ormai egemonizzata dal PNF, che l'anno precedente aveva inglobato l'ANI.

## Risultati elettorali

### Liste elettorali
Di seguito i voti e i seggi ottenuti dalle liste classificate tra i blocchi nazionali dalla direzione generale della statistica del ministero dell'economia nazionale.
| Elezione       | Elezione | Voti    | %     | Seggi     |
| -------------- | -------- | ------- | ----- | --------- |
| Politiche 1921 | Camera   | 1260007 | 19,07 | 105 / 535 |

### Gruppi parlamentari
Di seguito i gruppi elettorali a cui aderirono i deputati eletti nelle liste dei blocchi nazionali all'inizio della XXVI legislatura.
| Gruppo parlamentare   | Seggi    |
| --------------------- | -------- |
| Fascista              | 32 / 105 |
| Democrazia Liberale   | 23 / 105 |
| Agrario               | 16 / 105 |
| Democrazia Sociale    | 15 / 105 |
| Liberale Democratico  | 10 / 105 |
| Nazionalista          | 5 / 105  |
| Socialisti Riformisti | 3 / 105  |
| Misto                 | 1 / 105  |